# HD 16754
HD 16754 är en dubbel - eller trippelstjärna i den mellersta delen av stjärnbilden Eridanus som också har Bayer-beteckningen s Eridani. Den har en kombinerad genomsnittlig skenbar magnitud av ca 4,74 och är svagt synlig för blotta ögat där ljusföroreningar ej förekommer. Baserat på parallax enligt Gaia Data Release 2 på ca 24,7 mas, beräknas den befinna sig på ett avstånd på ca 132 ljusår (ca 41 parsek) från solen. Den rör sig bort från solen med en heliocentrisk radialhastighet på ca 18 km/s. Den ingår i Columba-föreningen av stjärnor med gemensam egenrörelse.

## Egenskaper
Primärstjärnan HD 16754 Aa är en blå till vit stjärna i huvudserien av spektralklass A1 Vb. Den har en massa som är ca 2 solmassor, en radie som är ca 1,9 solradier och har ca 17 gånger solens utstrålning av energi från dess fotosfär vid en effektiv temperatur av ca 9 100 K. Tidigare mätningar visade en hög beräknad rotationshastighet hos stjärnan på 168 km/s. Ammler-von Eiff och Reiners (2012) fann dock en mycket lägre hastighet på 13 km/s.
HD 16754 angavs som en astrometrisk dubbelstjärna baserat på mätningar av egenrörelse gjorda av Hipparcos rymdfarkost. Zuckerman et al. (2011) anser emellertid att den är ett flerstjärnigt system, med en ljus primärstjärna av spektraltyp A plus en svag följeslagare av spektraltyp M med en vinkelseparation på 25 bågsekunder mot norr. Den astrometriska följeslagaren till primärstjärnan förblir oupplöst.
Den synliga följeslagaren är en röd dvärgstjärna med spektralklass i intervallet M2-5V. Konstellationen är en källa till röntgenstrålning med en styrka på 924×1020 W, som sannolikt kommer från denna komponent och den oupplösta följeslagaren.